# Videojuego independiente
Un videojuego independiente, también conocido como Indie, es un videojuego desarrollado por grupos reducidos de individuos o pequeñas empresas, con un bajo presupuesto en comparación con los videojuegos triple A .
El término videojuego independiente también se utiliza para describir a videojuegos realizados con libertad creativa y sin interferencia empresarial, o que son alternativos y diferentes a los videojuegos triple A en su historia, jugabilidad, gráficos, etc.

## Historia
El inicio del videojuego independiente es difícil de seguir debido a la amplitud del término, además el término "indie" no se utilizó extensamente hasta principios de la década de 2000.Hasta entonces eran comunes otros términos como juegos hechos por "aficionados", "entusiastas", etc.

### Los precursores del videojuego independiente
Si bien el término "indie" no comenzó a usarse ampliamente hasta principios de la década de 2000, ha habido videojuegos creados por desarrolladores independientes desde el comienzo de la historia de los videojuegos.
Durante la década de 1980, empezaron a popularizarse las computadoras personales, como el ZX Spectrum nacido en Reino Unido en 1982. Esto permitió que muchas personas empezasen a desarrollar videojuegos desde su casa, a los que por aquel entonces se les llamaba "programadores de dormitorio". Este fenómeno permitió el desarrollo de gran cantidad de videojuegos, que se compartían mediante cintas de casete, y provocó el nacimiento de numerosas revistas de videojuegos.
Esta tendencia se mantuvo durante la década de 1990, en la que el shareware comenzó a cobrar popularidad. A menudo se compartían a través de disquetes o discos compactos de forma casera, o venían incluidos en revistas de videojuegos.La mayoría de estos juegos no generaban muchas ganancias económicas, aunque existieron excepciones como Wolfeinstein 3D en 1992, y Doom en 1993.

### Nacimiento del término "indie"
A principio del 2000, el desarrollo de internet, y el de herramientas como Adobe Flash facilitaron la creación y distribución de videojuegos de navegador que a menudo se hacían por equipos de desarrolladores muy pequeños. Fue a lo largo de estos años, y debido a títulos como Cave Story en 2004 que se empieza a usar ampliamente el término "indie".
La proliferación de plataformas de distribución como Steam en 2003 o Xbox Live Arcade en 2004, facilitaron la distribución de videojuegos. Esto permitió el lanzamiento de títulos como Braid (2008), World of Goo (2008), Super Meat Boy (2010), The Binding of Isaac (2011), o Fez (2012). Progresivamente el término "indie" fue haciéndose mas popular, con el documental Indie Game: The Movie consolidando esto.
Otro motivo para el crecimiento de los videojuegos independientes en estos años, fue la a aparición de herramientas de desarrollo de videojuegos a precios que los desarrolladores independientes se podían permitir. Los estudios de videojuegos convencionales, suelen contar con motores de videojuegos propios, o que compran por grandes sumas de dinero. Pero la aparición de herramientas como Game Maker o Unity a precios mas bajos, permitió el acceso a herramientas profesionales a desarrolladores con menos dinero.
A lo largo de los años han surgido distintos videojuegos que se han convertido en influencias y referencias entre desarrolladores independientes, como: Stardew Valley (originalmente lanzado en 2012), Terraria (2011), o Undertale (2015), entre otros.

### El videojuego independiente en la actualidad
A lo largo de 2015 existía la preocupación de que el aumento de las facilidades para acceder a herramientas de desarrollo de videojuegos y plataformas de distribución, pudiera crear un exceso de producción, lo que se denominó popularmente como "Indiepocalypse". Los cofundadores de la empresa de videojuegos independiente Devolver Digital, declararon en una entrevista en abril de 2016 que el mercado de videojuegos independientes era más competitivo que nunca, pero que les seguía pareciendo saludable y sin signos de flaquear.
Si bien no ha habido ningún colapso similar en la industria de los videojuegos independientes desde 2015, existe la preocupación de que el mercado sea demasiado competitivo como para que muchos desarrolladores destaquen. Ejemplos mas recientes de videojuegos independientes notables son: Cuphead (2017), Hollow Knight (2017), Outer Wilds (2019), Hades (2020), Vampire Survivors (2021), o Pizza Tower (2023), entre otros.